# Александър Кабанел
Александър Кабанел (на френски: Alexandre Cabanel) е френски художник, представител на академизма в живописта.

## Биография
Александър Кабанел е роден на 23 септември 1823 г. в Монпелие, Южна Франция. През 1840 г. започва да учи живопис при Франсоа Едуар Пико. През 1845 г. е удостоен с т.нар. Римска премия, за картината си Христос пред съда.
През 1863 г. излага пред публиката картината Раждането на Венера. Картината има огромен успех и е купена от Наполеон III Бонапарт за неговата лична колекция.

## Галерия
- Римски монах, 1848
- Смъртта на Мойсей, 1851
- Ева след падението, 1863
- Падналият ангел, 1868
- Офелия, 1883
- Клеопатра, изпробва отрова върху затворници, 1887
- Ехо, 1887
- Изгонването на Адам и Ева от рая
- Раждането на Венера, 1863